# Liste des gares de la wilaya de Tébessa
La liste des gares de la wilaya de Tébessa est une liste des gares ferroviaires situées dans la wilaya de Tébessa, en Algérie.

## Gares ferroviaires dans la wilaya
La wilaya de Tébessa compte neuf gares. Elles sont exploitées par la Société nationale des transports ferroviaires (SNTF).
| Gare                   | Commune     | Lignes                                   |
| ---------------------- | ----------- | ---------------------------------------- |
| Gare de Aïn Chenia     | El Aouinet  | Oued Keberit à Ouenza Chenia à Boukhadra |
| Terminal de Boukhadra  | Boukhadra   | Chenia à Boukhadra                       |
| Terminal de Djebel Onk | Bir El Ater | Annaba à Djebel Onk                      |
| Gare d'El Aouinet      | El Aouinet  | Annaba à Djebel Onk                      |
| Terminal de Kouif      | El Kouif    | Tébessa à Kouif                          |
| Gare de Morsott        | Morsott     | Annaba à Djebel Onk                      |
| Terminal de Ouenza     | Ouenza      | Oued Keberit à Ouenza                    |
| Gare de Sidi Yahia     | El Aouinet  | Annaba à Djebel Onk                      |
| Gare de Tébessa        | Tébessa     | Annaba à Djebel Onk Tébessa à Kouif      |

| \| Aïn Chenia Boukhadra Djebel Onk El Aouinet Kouif Morsott Ouenza Sidi Yahia Tébessa \| Localisation des gares de la wilaya de Tébessa |
| Aïn Chenia Boukhadra Djebel Onk El Aouinet Kouif Morsott Ouenza Sidi Yahia Tébessa                                                      |

## Lignes ferroviaires dans la wilaya
La wilaya est traversée par quatre lignes : 
- la ligne d'Annaba à Djebel Onk ;
- la ligne de Oued Keberit à Ouenza ;
- la ligne de Chenia à Boukhadra ;
- la ligne de Tébessa à Kouif.